# Aongstroemia vaginata
Aongstroemia vaginata là một loài rêu trong họ Dicranaceae. Loài này được Hook. Müll. Hal. mô tả khoa học đầu tiên năm 1851.